# Israel Cook Russell
Israel Cook Russell, född 10 december 1852 i Garrattsville, New York, död 1906, var en amerikansk geolog, professor.
Russell ledde som assistent vid US Geological Survey fältmätningen i Colorado och New Mexico och 1889 en expedition till Yukon och Porcupine i Alaska samt företog 1890-91 två viktiga forskningsresor till trakten av Mount Saint Elias. År 1892 blev han professor i geologi vid University of Michigan i Ann Arbor.